# Chamberí (distrito)
Chamberí é um distrito da cidade espanhola de Madrid. O distrito tem uma superfíe 4,69 km² e uma população de 32.155.

## Bairros
Este distrito está dividido em seis bairros:
- Almagro
- Arapiles
- Gaztambide
- Ríos Rosas
- Trafalgar
- Vallehermoso